# Temporada 2019 del Campeonato de España de F4
La temporada 2019 del Campeonato de España de F4 fue la cuarta edición de este campeonato. El campeonato dio inicio el 6 de abril en Navarra y finalizó el 10 de noviembre en el Circuito de Barcelona-Cataluña tras 7 rondas. Es el segundo año bajo la gestión de la RFEDA.

## Novedades en el campeonato
- Vuelve el Racing Weekend, la mayoría de las rondas se disputan junto con el Campeonato de España de Turismos y el CER-GT.[1]
- Vuelven a puntuar para el campeonato de equipos los dos mejores pilotos de cada escudería.
- Puntuarán para el trofeo de rookies, todos los pilotos que no hayan participado en más de 3 pruebas de monoplazas con anterioridad a su primera prueba.
- Se elimina el sistema de retención de puntos para el campeonato de pilotos.

## Escuderías y pilotos
| Escudería                     | N.º | Piloto                       | Rondas |
| ----------------------------- | --- | ---------------------------- | ------ |
| MOL Racing                    | 3   | Javier Sagrera (R)(I)        | 7      |
| Drivex School                 | 5   | Irina Sidorkova (R)(F)       | 1-6    |
| Drivex School                 | 5   | Manuel Espírito Santo (R)(I) | 7      |
| Drivex School                 | 11  | Artem Lobanenko              | Todas  |
| Drivex School                 | 12  | Ghanem Rached (R)            | 1-5    |
| Drivex School                 | 12  | Oliver Goethe (R)(I)         | 7      |
| Drivex School                 | 20  | Ivan Nosov (R)               | Todas  |
| Drivex School                 | 43  | Franco Colapinto (R)         | Todas  |
| Drivex School                 | 57  | Frederico Alfonso (R)        | 4      |
| Jenzer Motorsport             | 6   | Giorgio Carrara              | 2      |
| Jenzer Motorsport             | 6   | Paul-Adrien Pallot (R)(I)    | 7      |
| Jenzer Motorsport             | 17  | Jonny Edgar                  | 2      |
| Jenzer Motorsport             | 17  | Filip Ugran (I)              | 7      |
| Jenzer Motorsport             | 18  | Emidio Pesce                 | 2, 7   |
| G4 Racing                     | 7   | Axel Gnos (R)                | Todas  |
| MP Motorsport                 | 8   | Nicolas Baert (R)            | Todas  |
| MP Motorsport                 | 13  | Tijmen van der Helm (R)      | Todas  |
| MP Motorsport                 | 16  | Glenn van Berlo (R)          | Todas  |
| MP Motorsport                 | 19  | Sebastian Øgaard (R)(I)      | 7      |
| MP Motorsport                 | 26  | Rafael Villanueva Jr.        | Todas  |
| Xcel Motorsport               | 15  | Matteo Nannini               | 1      |
| Xcel Motorsport               | 34  | Shihab Al Habsi              | 1-4    |
| Global Racing Service         | 22  | Belén García (R)(F)          | Todas  |
| Fórmula de Campeones Praga F4 | 27  | Nerea Martí (R)(F)           | Todas  |
| Fórmula de Campeones Praga F4 | 33  | Carles Martínez (R)          | Todas  |
| Fórmula de Campeones Praga F4 | 44  | Kilian Meyer (R)             | Todas  |

- (R) = Trofeo Rookie, (F) = Trofeo Femenino, (I) = Piloto no apto para puntuar

## Calendario
Un calendario provisional fue anunciado en el 16 de enero de 2019. El calendario oficial fue publicado el 6 de febrero de 2019.
| Ronda | Ronda | Circuito                           | Fecha            | Acompaña a               |
| ----- | ----- | ---------------------------------- | ---------------- | ------------------------ |
| 1     | C1    | Circuito de Navarra                | 6 de abril       | Racing Weekend           |
| 1     | C2    | Circuito de Navarra                | 7 de abril       | Racing Weekend           |
| 1     | C3    | Circuito de Navarra                | 7 de abril       | Racing Weekend           |
| 2     | C1    | Circuito Paul Ricard               | 26 de abril      | International GT Open    |
| 2     | C2    | Circuito Paul Ricard               | 27 de abril      | International GT Open    |
| 2     | C3    | Circuito Paul Ricard               | 27 de abril      | International GT Open    |
| 3     | C1    | MotorLand Aragón                   | 25 de mayo       | Racing Weekend           |
| 3     | C2    | MotorLand Aragón                   | 26 de mayo       | Racing Weekend           |
| 3     | C3    | MotorLand Aragón                   | 26 de mayo       | Racing Weekend           |
| 4     | C1    | Circuito Ricardo Tormo             | 22 de junio      | Racing Weekend           |
| 4     | C2    | Circuito Ricardo Tormo             | 23 de junio      | Racing Weekend           |
| 4     | C3    | Circuito Ricardo Tormo             | 23 de junio      | Racing Weekend           |
| 5     | C1    | Circuito de Jerez                  | 14 de septiembre | CET + Historic Endurance |
| 5     | C2    | Circuito de Jerez                  | 15 de septiembre | CET + Historic Endurance |
| 5     | C3    | Circuito de Jerez                  | 15 de septiembre | CET + Historic Endurance |
| 6     | C1    | Autódromo Internacional do Algarve | 26 de octubre    | European Le Mans Series  |
| 6     | C2    | Autódromo Internacional do Algarve | 27 de octubre    | European Le Mans Series  |
| 6     | C3    | Autódromo Internacional do Algarve | 27 de octubre    | European Le Mans Series  |
| 7     | C1    | Circuito de Cataluña-Barcelona     | 9 de noviembre   | Racing Weekend + CECyL   |
| 7     | C2    | Circuito de Cataluña-Barcelona     | 10 de noviembre  | Racing Weekend + CECyL   |
| 7     | C3    | Circuito de Cataluña-Barcelona     | 10 de noviembre  | Racing Weekend + CECyL   |

## Resultados
- Sistema de puntuación:

| Carrera        | 1º | 2º | 3º | 4º | 5º | 6º | 7º | 8º | 9º | 10º |
| Carreras 1 y 3 | 25 | 18 | 15 | 12 | 10 | 8  | 6  | 4  | 2  | 1   |
| Carrera 2      | 15 | 12 | 10 | 8  | 6  | 4  | 2  | 1  |    |     |

### Campeonato de Pilotos
| Pos. | Piloto                     | NAV | NAV | NAV | PRI | PRI | PRI | ARA | ARA | ARA | CRT | CRT | CRT | JER | JER | JER | POR | POR | POR | CAT | CAT | CAT | Puntos |
| ---- | -------------------------- | --- | --- | --- | --- | --- | --- | --- | --- | --- | --- | --- | --- | --- | --- | --- | --- | --- | --- | --- | --- | --- | ------ |
| 1    | Franco Colapinto R         | 1   | 3   | 6   | 4   | 7   | 4   | 1   | 14  | 11  | 1   | 1   | 1   | 4   | 3   | 1   | 1   | 1   | 4   | 1   | 1   | 1   | 325    |
| 2    | Glenn van Berlo R          | 3   | 5   | Ret | 3   | 5   | 5   | 4   | Ret | 12  | 5   | Ret | 2   | 1   | 1   | 2   | Ret | 2   | 1   | 3   | 5   | 2   | 217    |
| 3    | Kilian Meyer R             | 4   | Ret | Ret | 5   | 4   | 2   | 2   | 3   | 1   | 2   | 2   | 8   | 3   | 2   | 4   | Ret | 4   | 2   | 6   | 4   | 11  | 210    |
| 4    | Tijmen van der Helm R      | 7   | 8   | 2   | 13  | 17  | 14  | 7   | 2   | 13  | 4   | 3   | 3   | 2   | 4   | 7   | 10  | 3   | 5   | 17  | 3   | 4   | 156    |
| 5    | Nicolas Baert R            | 9   | 6   | Ret | Ret | 6   | 17  | 8   | 7   | 8   | 6   | 5   | 4   | 7   | 5   | 9   | 4   | 12  | 6   | 4   | 7   | 5   | 100    |
| 6    | Carles Martínez R          | 11  | Ret | Ret | 7   | 10  | 9   | 5   | 6   | 4   | 3   | 4   | 11  | 10  | 9   | 6   | 3   | 5   | 10  | 10  | 14  | 6   | 98     |
| 7    | Axel Gnos R                | 12  | 10  | 4   | Ret | 12  | 8   | 6   | 5   | 7   | 9   | 9   | 10  | 6   | 6   | 3   | Ret | 6   | 3   | 5   | 6   | 9   | 98     |
| 8    | Shihab Al Habsi            | 2   | Ret | DSQ | 8   | 3   | 6   | 3   | 1   | 2   | 11  | 6   | Ret |     |     |     |     |     |     |     |     |     | 89     |
| 9    | Artem Lobanenko            | 8   | 9   | 5   | 6   | 8   | 7   | 9   | 8   | 3   | 7   | 7   | 14  | 9   | Ret | 11  | 2   | 11  | 13  | 9   | 19  | 18  | 73     |
| 10   | Rashed Ghanem              | 10  | 12  | 1   | 15  | Ret | 11  | 10  | 4   | 5   | 8   | 15  | 7   | Ret | 11  | 5   |     |     |     |     |     |     | 65     |
| 11   | Giorgio Carrara            |     |     |     | 1   | 1   | 1   |     |     |     |     |     |     |     |     |     |     |     |     |     |     |     | 55     |
| 12   | Rafael Villanueva Jr.      | 6   | 7   | 3   | 14  | 9   | 10  | 11  | 10  | 14  | 10  | 10  | 6   | Ret | 8   | 8   | 6   | 8   | 11  | 11  | 15  | 13  | 52     |
| 13   | Filip Ugran                |     |     |     |     |     |     |     |     |     |     |     |     |     |     |     |     |     |     | 2   | 2   | 3   | 45     |
| 14   | Ivan Nosov R               | 14  | Ret | DNS | Ret | 13  | 12  | 12  | 9   | Ret | 12  | 8   | 5   | 5   | 7   | 12  | 5   | 9   | 7   | 7   | 8   | 10  | 45     |
| 15   | Jonny Edgar R              |     |     |     | 2   | 2   | 3   |     |     |     |     |     |     |     |     |     |     |     |     |     |     |     | 39     |
| 16   | Belén García R F           | 15  | 1   | 7   | 10  | 15  | 13  | 15  | 13  | 10  | 14  | 11  | 9   | 8   | 12  | 10  | 7   | 13  | 8   | 18  | 12  | 14  | 36     |
| 17   | Nerea Martí R F            | 16  | 2   | 9   | 12  | 16  | 16  | 14  | 12  | 9   | 13  | 13  | 15  | Ret | 10  | 13  | 8   | 7   | 9   | 15  | 9   | 7   | 36     |
| 18   | Matteo Nannini             | 5   | 4   | Ret |     |     |     |     |     |     |     |     |     |     |     |     |     |     |     |     |     |     | 18     |
| 19   | Irina Sidorkova R F        | 13  | 11  | 8   | 11  | 14  | 15  | 13  | 11  | 6   | 16  | 14  | 12  | 11  | 13  | 14  | 9   | 10  | 12  |     |     |     | 15     |
| 20   | Javier Sagrera             |     |     |     |     |     |     |     |     |     |     |     |     |     |     |     |     |     |     | 16  | 11  | 8   | 4      |
| 21   | Manuel Espirito Santo R    |     |     |     |     |     |     |     |     |     |     |     |     |     |     |     |     |     |     | 8   | 18  | 15  | 4      |
| 22   | Emidio Pesce R             |     |     |     | 9   | 11  | Ret |     |     |     |     |     |     |     |     |     |     |     |     | 12  | 17  | 16  | 0      |
| 23   | Paul-Adrien Pallot         |     |     |     |     |     |     |     |     |     |     |     |     |     |     |     |     |     |     | 19  | 10  | Ret | 0      |
| 24   | Sebastian Øgaard R         |     |     |     |     |     |     |     |     |     |     |     |     |     |     |     |     |     |     | 14  | 13  | 12  | 0      |
| 25   | Frederico Alfonso Peters R |     |     |     |     |     |     |     |     |     | 15  | 12  | 13  |     |     |     |     |     |     |     |     |     | 0      |
| 26   | Oliver Goethe R            |     |     |     |     |     |     |     |     |     |     |     |     |     |     |     |     |     |     | 13  | 16  | 17  | 0      |
| Pos. | Piloto                     | NAV | NAV | NAV | PRI | PRI | PRI | ARA | ARA | ARA | CRT | CRT | CRT | JER | JER | JER | POR | POR | POR | CAT | CAT | CAT | Puntos |

| Color     | Resultado                                                               |
| --------- | ----------------------------------------------------------------------- |
| Oro       | Ganador                                                                 |
| Plata     | 2.ª plaza                                                               |
| Bronce    | 3.ª plaza                                                               |
| Verde     | Finalizó en los puntos                                                  |
| Azul      | Finalizó sin puntos                                                     |
| Azul      | NC - No clasificado                                                     |
| Violeta   | Ret - No terminó (Carrera)                                              |
| Rojo      | DNQ - No se clasificó                                                   |
| Negro     | DSQ - Descalificado                                                     |
| Blanco    | DNS - No empezó (carrera)                                               |
| Blanco    | WD - Retirado (fin de semana)                                           |
| Blanco    | C - Carrera cancelada                                                   |
| Sin color | DNP - Inscrito pero no participó                                        |
| Sin color | INJ - Lesionado                                                         |
| Sin color | EX - Excluido                                                           |
| Estado    | Resultado                                                               |
| Negrita   | Pole position                                                           |
| Cursiva   | Vuelta rápida                                                           |
| †         | Abandona, pero clasifica al completar el porcentaje requerido para ello |